# Cimetière de Rocabey
Le cimetière de Rocabey est le principal cimetière de Saint-Malo, dans le département d'Ille-et-Vilaine en Bretagne. Il abrite les tombes de nombreuses personnalités locales : des corsaires comme Robert Surcouf, des armateurs, des hommes politiques comme Charles Guernier, Guy La Chambre, Henri Arondel ou Charles Rouxin (maire de Saint-Malo), des militaires comme le général François Lefranc, ainsi que le comédien Daniel Gélin. Fondé en 1779 sur une parcelle dénommée Clos-à-Pihuit, il est situé avenue de Moka dans le quartier de Rocabey.

## Galerie

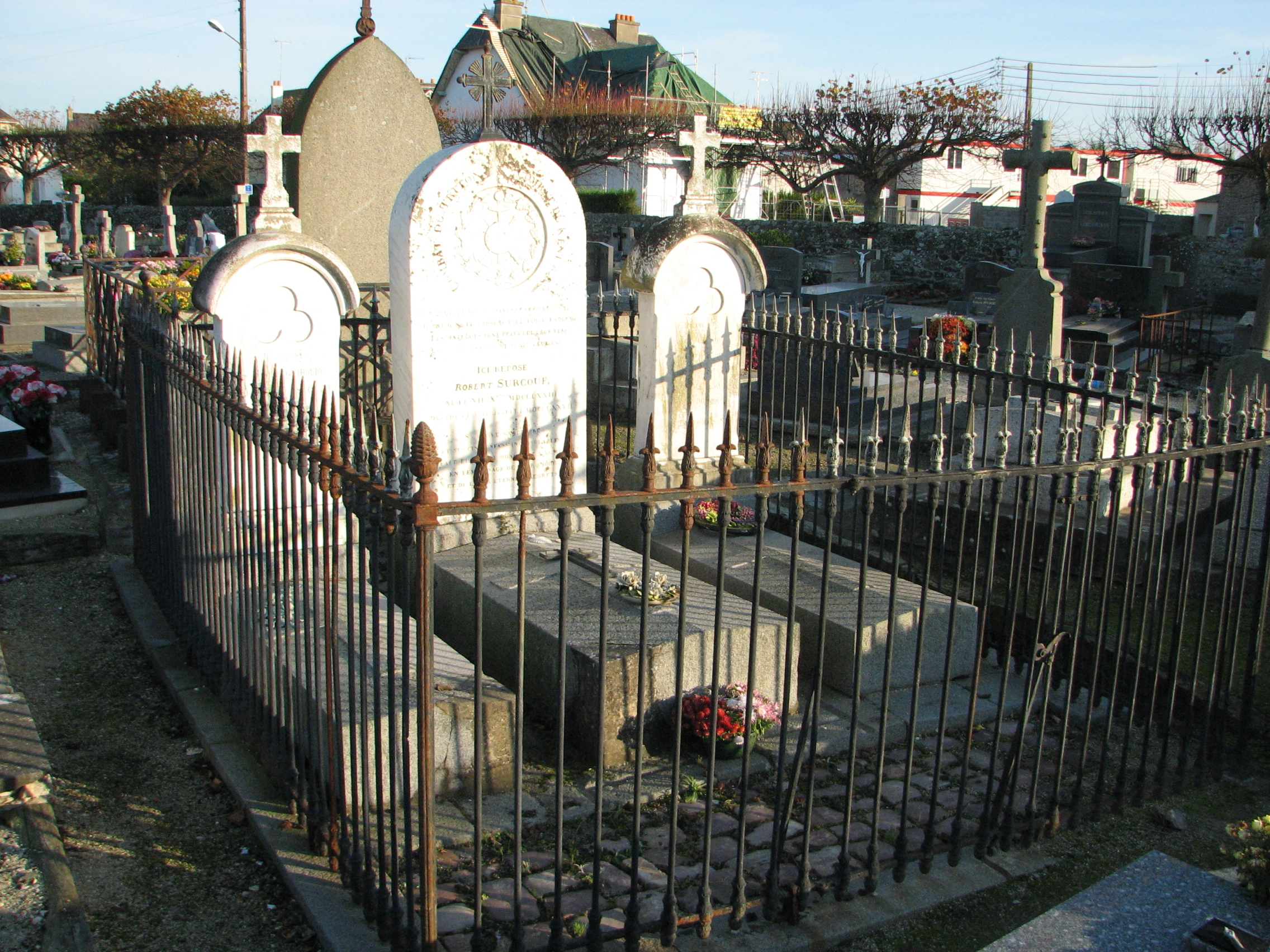
Tombe de Robert Surcouf.
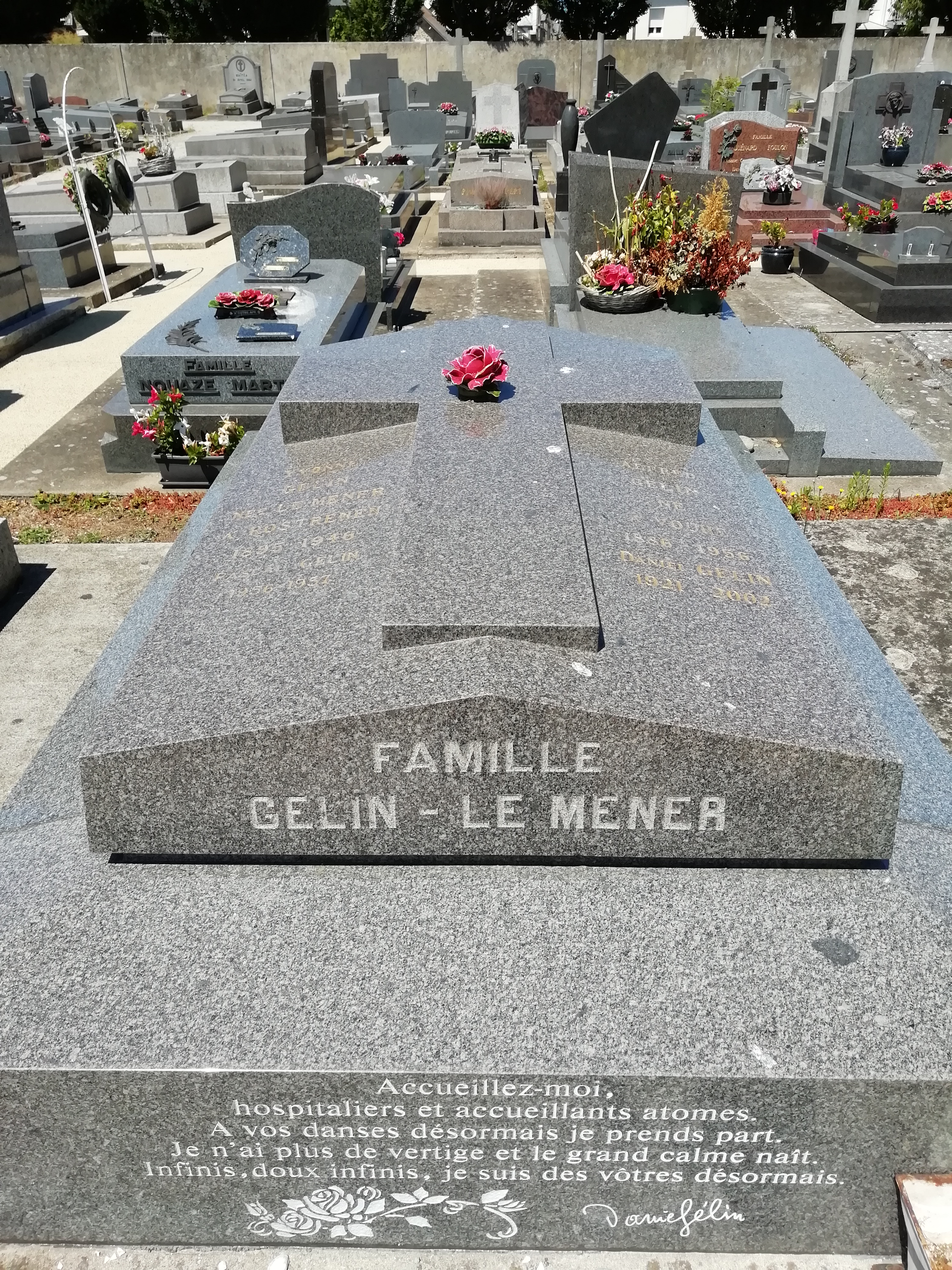
Tombe de Daniel Gélin.
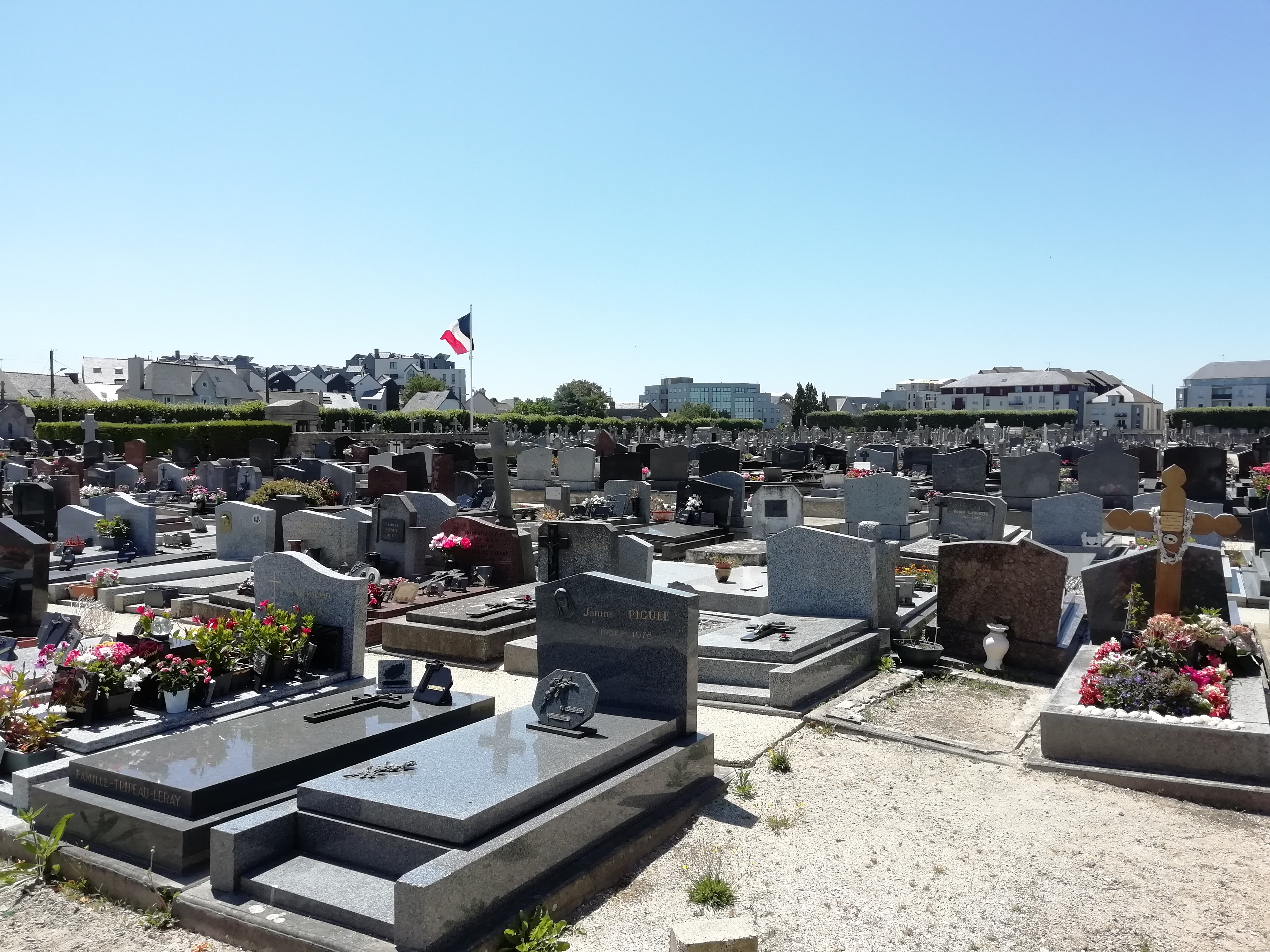
Vue du cimetière.
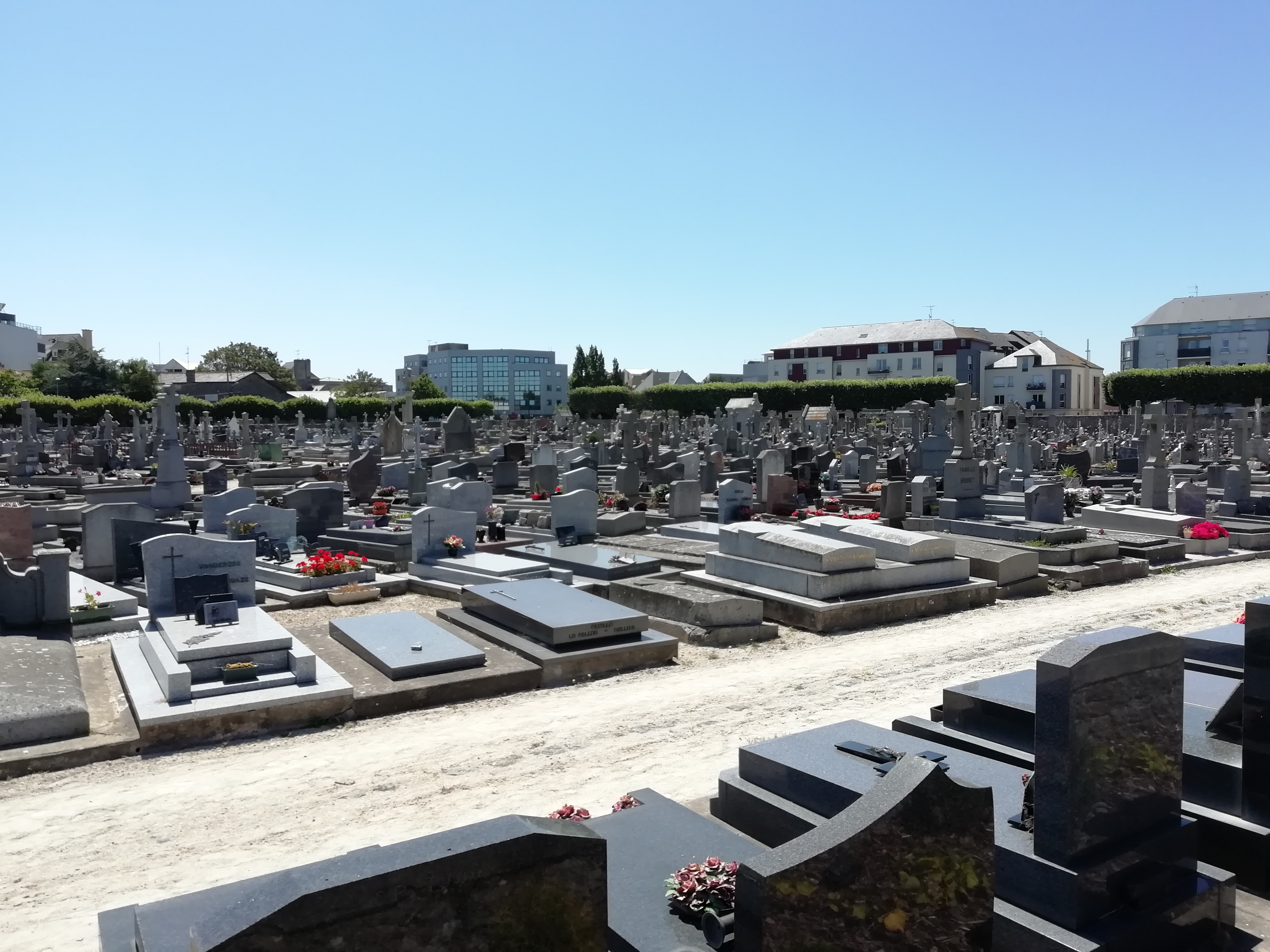
Vue du cimetière.
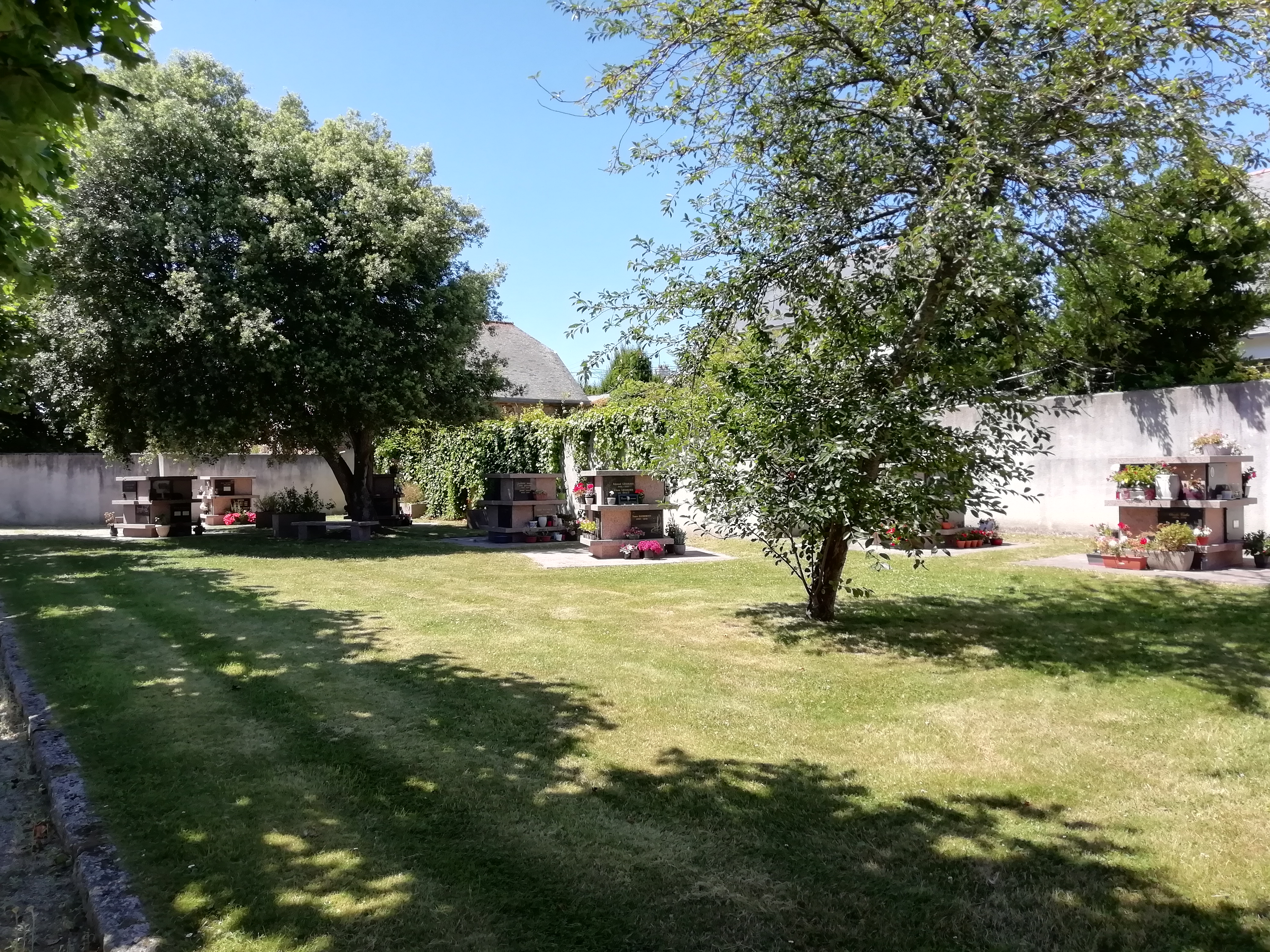
Columbarium (jardin du souvenir) du cimetière.
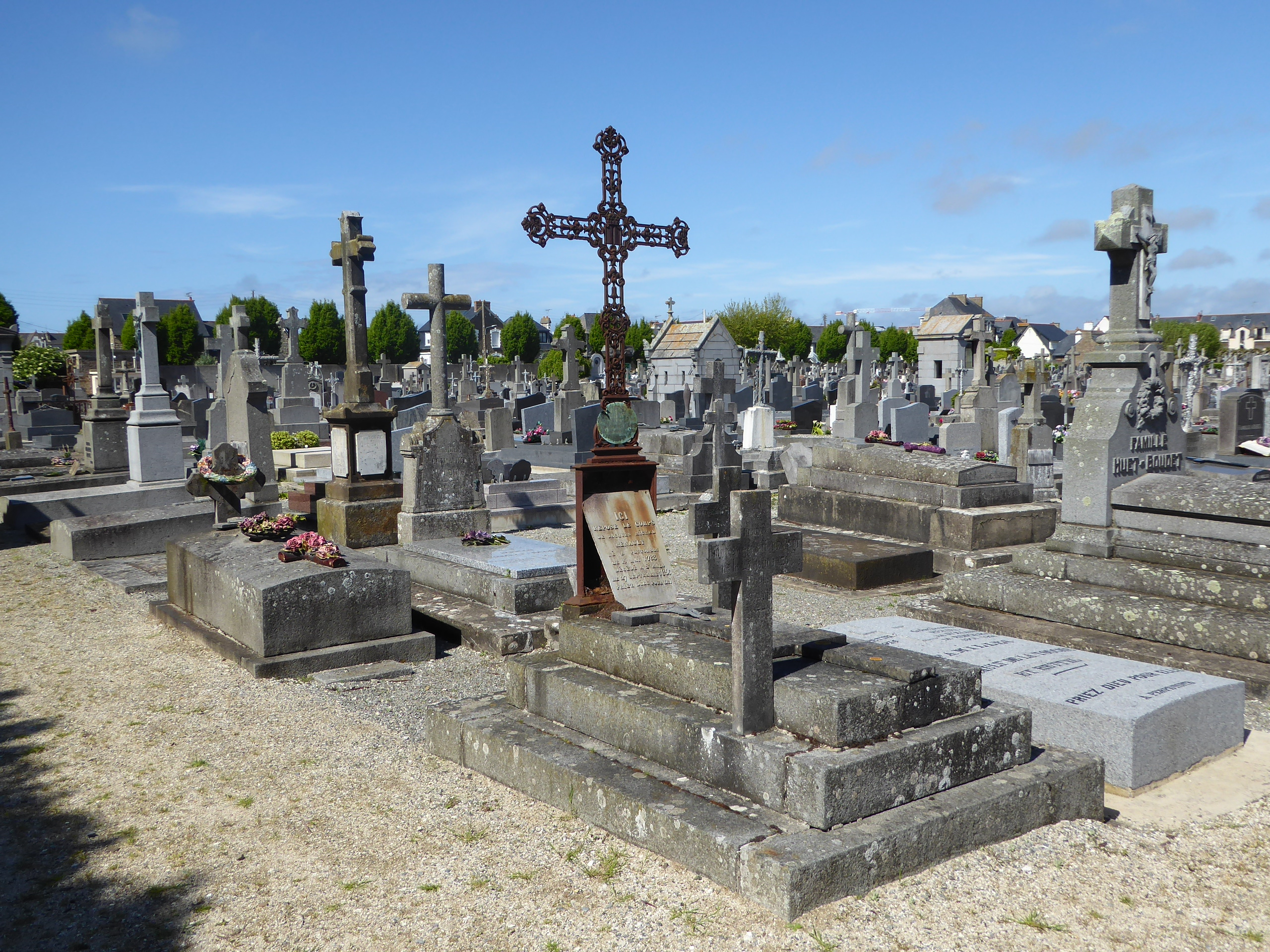
Cimetière Rocabey, et la sépulture  d’Émile Malo-Renault.jpg